# Nicolae Cernov
Nicolae Cernov (n. 1893 sau 1894, Ciucur-Mingir, ținutul Bender, gubernia Basarabia, Imperiul Rus – d. secolul al XX-lea) a fost un inginer țarist și politician moldovean, membru al Sfatului Țării al Republicii Democratice Moldovenești.

## Sfatul Țării
Cu toate că era rus de origine, a fost unul din membrii Sfatului Țării care a votat pentru Unirea Basarabiei cu România.

## Galerie de imagini

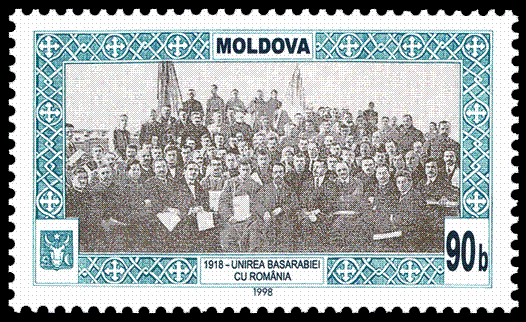
Membrii Sfatului Țării pe un timbru moldovenesc din 1998.